# James Owens
(en) Statistiques sur pro-football-reference
James Owens (né le 5 juillet 1955 à Sacramento, Californie) est un joueur américain de football américain ayant évolué au poste de running back dans la National Football League (NFL) entre 1979 et 1984. 
Il participe aux Jeux olympiques d'été de 1976 à Montréal et termine à la sixième position du 110 mètres haies.  